# Ulica Biruty w Warszawie

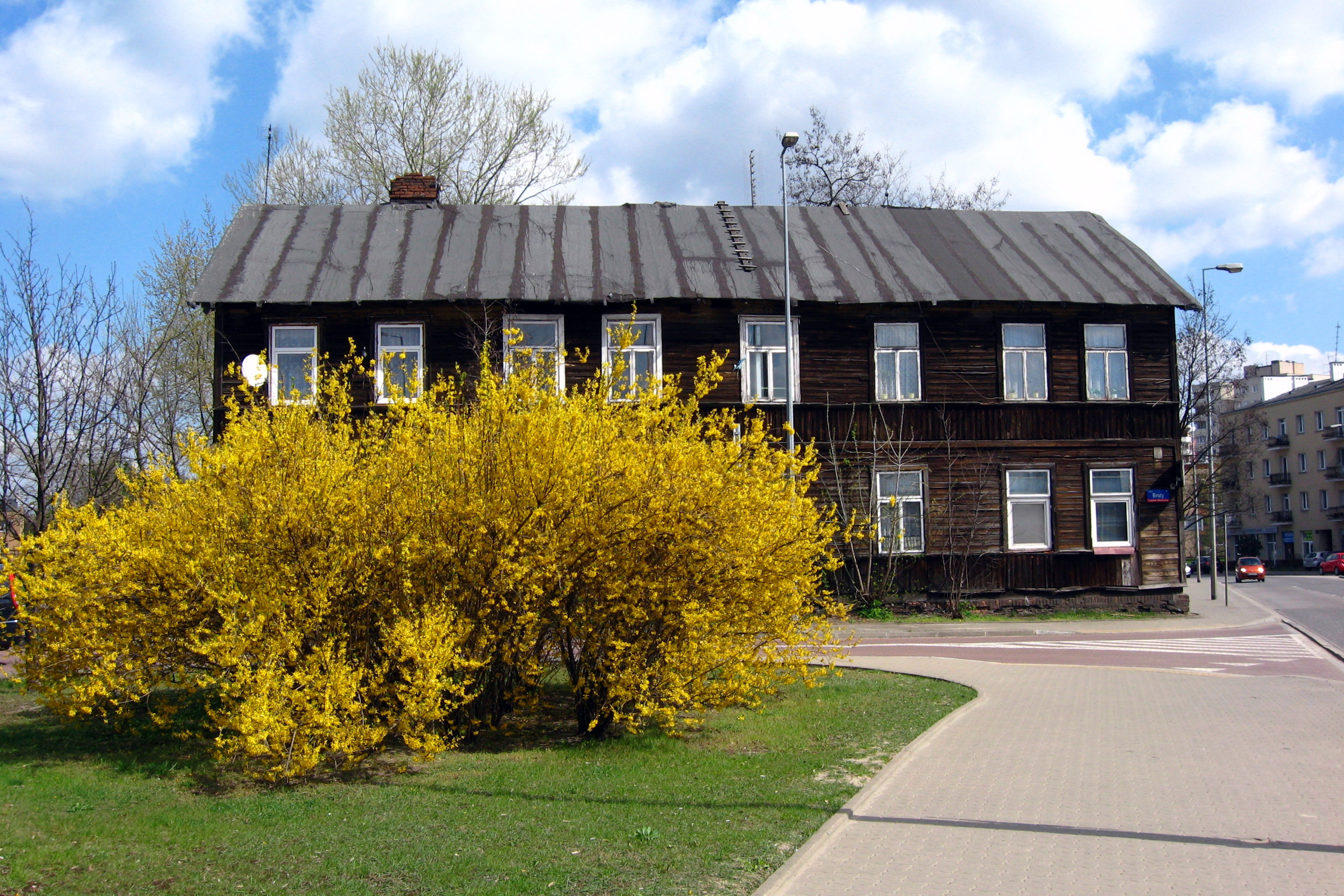
Dom Paprockich przy ul. Biruty 18

Ulica Biruty w Warszawie – jedna z ulic Targówka Mieszkaniowego, biegnąca od ulicy Świdnickiej do bramy cmentarza żydowskiego.

## Historia
Ulica powstała na przełomie XIX i XX wieku na rozparcelowanych gruntach przedmieścia Targówek należących do spadkobierców Marcelego Zyznowskiego. Stanowiła przecznicę drogi prowadzącej do cmentarza Bródnowskiego (obecnie ulica św. Wincentego), jej kraniec dochodził do cmentarza żydowskiego. Pierwotnie nosiła nazwę Mławska. Obecna nazwa pochodzi z 1921 roku i upamiętnia księżniczkę litewską Birutę, żonę Kiejstuta.
Przed przyłączeniem Targówka do Warszawy, ze względu na obowiązujące ograniczenia budowlane, arteria zabudowana była przede wszystkim domami drewnianymi. W 1930 roku ulica składała się z 15 posesji stanowiących jednocześnie niewielkie odrębne kolonie i osady. Zabudowana była zwłaszcza strona nieparzysta. W 1939 roku znajdowało się tam 16 nieruchomości.
W czasie walk we wrześniu 1939 roku zniszczeniu uległy domy u zbiegu z ulicą św. Wincentego. Zgliszcza sfotografował Julien Bryan. Podczas powstania warszawskiego w domu Paprockich (nr 18) mieścił się szpital polowy dla rannych uczestników walk o pobliski nasyp kolejowy i koszary przy ulicy 11 Listopada. 1 sierpnia 1944 roku w rejonie ulic Praskiej i Biruty zginęło 17 powstańców.
Do 1964 roku zburzono większość dawnej, drewnianej zabudowy ulicy. W okresie powojennym u zbiegu ulic św. Wincentego i Biruty funkcjonowało targowisko, zmodernizowane w 1962 roku, zlikwidowane przed rozpoczęciem budowy ronda Żaba.
W 1987 roku, w ramach porządkowania cmentarza żydowskiego, na końcu ulicy Biruty wzniesiono monumentalną bramę cmentarną z płaskorzeźbami Dariusza Kowalskiego, Teresy Pastuszki i Leszka Waszkiewicza prezentującymi sceny z dziejów nekropolii. W 2018 roku przy wejściu na cmentarz zbudowano salę wystawową prezentującą dzieje nekropolii i Żydów praskich.
Ulica posiada nawierzchnię z kamienia polnego.

## Ważniejsze obiekty
- Dom Paprockich
- Cmentarz żydowski